# Rule Sixty-Three
Rule Sixty-Three è un cortometraggio muto del 1915 diretto da Richard Foster Baker.

## Produzione
Il film fu prodotto dalla Essanay Film Manufacturing Company.

## Distribuzione
Distribuito dalla General Film Company, il film - un cortometraggio in due bobine - uscì nelle sale cinematografiche USA il 28 agosto 1915.